# Phoxinellus
Phoxinellus é um género de peixe actinopterígeo da família Cyprinidae.
Este género contém as seguintes espécies:
- Phoxinellus alepidotus Heckel, 1843
- Phoxinellus dalmaticus Zupančič & Bogutskaya, 2000
- Phoxinellus pseudalepidotus Bogutskaya & Zupančič, 2003